# 2209-es mellékút (Magyarország)
A 2209-es számú mellékút egy kevesebb, mint másfél kilométeres hosszúságú, négy számjegyű mellékút Nógrád vármegye északi részén. Tulajdonképpen Őrhalom egyik belső útja; jelentőségét az adja, hogy összeköttetést biztosít az Ipolyon keresztül a már Szlovákiához tartozó Ipolyvarbóval (Vrbovka), ezáltal pedig könnyít a szomszédos Hugyag és a szlovákiai Ipolykér (Kiarov) életén is.
Érdekessége, hogy – tudatos tervezői döntés alapján – nem feltétlenül járható végig az év minden napján, a számított csekély forgalom és más, árvízbiztosabb átkelőhelyek viszonylagos közelsége miatt a koronaszintjét a mértékadó árvízszint alá tervezték. Ennek megfelelően az út az év nagy részében járható, de az Ipoly áradásakor – ha a folyó kilép a hullámtérbe is – lezárásra kerülhet. 
Az utat 50 kilométeres óránkénti sebességre tervezték, de a megengedett sebességet végül a teljes szakaszra vonatkozóan 40 km/órában határozták meg.

## Nyomvonala
Őrhalom lakott területén ágazik ki a 22-es főútból, annak kicsivel a 31. kilométere után. Északi irányban indul, Varbói utca néven, majd bő 200 méter megtétele után elhagyja a belterület északi szélét. Keresztezi a Aszód–Balassagyarmat–Ipolytarnóc-vasútvonal vágányait a már megszűnt Őrhalom megállóhely mellett, majd kisebb, a terepi adottságok által indokolt irányváltásoktól eltekintve északi irányban folytatódik, mezőgazdasági területek között, átszelve közben egy Ipoly-holtágat és a folyó hullámterét is. Utolsó szakaszán kényelmes ívben nyugatnak fordul és így éri el az itt határfolyóként húzódó Ipoly Szent-Iványi hídját. A folyó túlsó partján a már Szlovákiához tartozó Ipolyvarbó legdélebbi utcáihoz csatlakozva ér véget.
Teljes hossza 1,350 kilométer.

## Története
2024 előtt csak az Őrhalom megállóhelyig vezető szakasza létezett állami közútként, 22 304-es útszámozással; teljes kiépítése a Szent-Iványi híd megvalósításához kapcsolódóan történt meg, a Nemzeti Infrastruktúra Fejlesztő (NIF) Zrt. beruházásában. Ezt az indokolta, hogy a két szomszédos települést korábban 24 kilométeres kerülő választotta el egymástól, és a két érintett ország már évekkel azelőtt megkezdte a 20. században elbontott Ipoly-hidak egy részének visszaépítését, esetenként újak megvalósítását. E program részeként került sor az itteni híd megépítésére és a hozzá kapcsolódó közúti infrastruktúra megfelelő fejlesztésére.
Úgy a hídépítés, mint az azzal összefüggő – Magyarországot és Szlovákiát egyaránt érintő – útépítések és útjavítások az Interreg V-A Szlovákia-Magyarország Együttműködési Program keretében valósultak meg, az Európai Regionális Fejlesztési Alap társfinanszírozásában. A hídépítést és a magyar oldali csatlakozó út építését a Hídépítő Zrt. végezte; a tervezési munkák 2017-ben kezdődtek meg a FŐMTERV Zrt. munkájával. Az engedélyezési tervek 2018-ra lettek készen, a kiviteli tervek pedig 2020-ra születtek meg.
Az Ipolyt átszelő, 32 méteres hosszúságú hídhoz összesen 1726 méter hosszban épült ki 2×1 sávos, kétoldali csatlakozó út. Ennek 1350 méteres szakasza esik magyar területre, s ezen belül is 1130 méternyi út teljesen újonnan épült, a két települést régen összekötő hídhoz vezető töltés nyomvonalán. A magyar oldalra eső, további 220 méteres szakasz tekintetében a beruházás a Varbói utca felújítását jelentette, míg a szlovák oldalra eső 376 méternyi szakaszon a hidat a faluközponttal összekötő utca kiépítése, illetve belterületi burkolatfelújítás történt.
A fejlesztéstől a beruházók egyebek közt azt várták, hogy hosszú távú, pozitív hatást gyakorol a régióra, segíti a lokális gazdasági mutatók növekedését és a két ország közötti munkaerő-áramlást, élénkíti a kiskereskedelmet, sőt a turizmus fellendüléséhez is hozzájárul.
Az út érdekessége, hogy a számított csekély forgalom és más átkelőhelyek viszonylagos közelsége miatt a tervezett koronaszintjét a mértékadó árvízszint alá tervezték. Ezáltal az év nagy részében járható az út, de az Ipoly áradásai idején, ha a folyó elönti a hullámteret is, lezárhatják. Ennek megfelelően a tervezés során minimalizálták a hullámtérbe elhelyezendő forgalomtechnikai elemek számát, illetve árvíz idején ideiglenesen leszerelhetik az Ipoly-holtág környezetében elhelyezett szalagkorlátot is.
Szempont volt az is, hogy az itteni mocsárrétek értékes élőhelyek, természetvédelmi területnek számítanak, mint az Országos Ökológiai Hálózat magterületének és az Ipoly-völgy nevű madárvédelmi Natura 2000 területnek részei. Miután pedig mocsárrétből mára nagyon kevés maradt az egész Kárpát-medencében, fontosnak tartották, hogy egy olyan területet, amely még őrzi az eredeti állapotát, minél kevésbé szabdaljanak fel újabb infrastrukturális beruházások. Az utat ezért sem helyezték magasított töltésre, hanem lényegében szintben vezették át az ártéren: így ha olykor víz alá is kerül, az áradás nem tesz benne kárt, levonul fölötte – e megoldás tehát nemcsak költségtakarékos, de a természeti érdekekre is tekintettel van.
A híd és a hozzá kapcsolódó, összesen 6,7 millió eurós teljes költségvetésből megvalósított beruházások – köztük a 2209-es út – átadására 2023. december 1-jén került sor. Érdekesség, hogy alig néhány héttel később az első árvíz miatti lezárás is szükségessé vált: körülbelül 100 méteres szakaszon vált ekkor járhatatlanná az út a vízelöntéstől.